# Anna Sjöström (konstnär)
Anna Lovisa Augusta Sjöström, född Morsing den 12 juli 1881 i Viby församling, Örebro län, död 14 november 1952 i Källeholm, Åby församling, Kalmar län, var en svensk lärare, tecknare miniatyr- och porslinsmålare.
Hon var dotter till majoren Gustaf Napoleon Morsing och Ebba Wilhelmina Dahlberg och gift 1912–1925 med Christen Albert Ernhard Sjöström samt syster till Paul Mårten Leopold Morsing och faster till Hans Gustaf Ivar Morsing. Sjöström studerade konst för arkitekten Sven Rosman i Kalmar 1902–1903 och efter sitt giftermål vistades hon i Paris 1912–1913 där hon kopieringsmålade äldre mästares verk på Louvren samt i Italien 1913–1914. Hon studerade miniatyrmåleri för Lisa Bianchini och porslinsmåleri vid fröknarna Petterssons skola i Stockholm. Vid sidan av sitt konstnärskap arbetade hon som ämnes- och teckningslärare vid Kungsholmens läroverk för flickor i Stockholm.